# ام.ام. سمیه
ام. ام. سمیه (انگلیسی: M. M. Somaya؛ زادهٔ ۱۲ آوریل ۱۹۵۹) بازیکن هاکی روی چمن اهل هند بود.
وی به‌همراه تیم ملی هاکی روی چمن مردان هند به قهرمانی بازی‌های المپیک تابستانی ۱۹۸۰ دست پیدا کرده‌است.